# 威露士
ウィリスグループ（威露士、Walch）は、中華人民共和国の企業「威莱（广州）日用品有限公司」の製品ブランドである。
威莱（广州）日用品有限公司（Wilai（Guangzhou）Co.、Ltd）本社は、中国広州にある。
2000年に設立し製品ブランドを開発した。
製品は、ボディウォッシュ、消毒剤、手指消毒剤、洗濯洗剤など、いくつかある。

## 製品
- 手指消毒剤
- 発泡ハンドサニタイザー
- ヘルシーシャワージェル
- 家庭用消毒剤（ PCMX ）
- 家庭用洗濯洗剤
- アルコール手擦り
- ウェットティッシュ